# Allium capitellatum
Allium capitellatum — вид рослин з родини амарилісових (Amaryllidaceae); поширений у північному Ірані й можливо Афганістані.

## Поширення
Поширений у північному Ірані й можливо Афганістані.